# Episodi di Zoids
Questa è una lista degli episodi dell'anime Zoids. In Italia le prime tre stagioni sono riunite sotto lo stesso titolo: Zoids. I primi 52 episodi sono stati trasmessi in prima visione da Italia 1, mentre gli episodi che vanno dal 53 al 93 sono andati in onda prima su Hiro. Rimangono inedite in Italia la quarta e quinta stagione.

## Stagioni
L'anime di Zoids è diviso in 5 stagioni. Gli episodi di ogni stagione si trovano nella relativa sottopagina.
| Nº | Stagione         | Episodi | Trasmissione | Trasmissione |
| Nº | Stagione         | Episodi | Giappone     | Italia       |
| 1  | Prima stagione   | 1-34    | 1999-2000    | 2004-2005    |
| 2  | Seconda stagione | 35-67   | 2000         | 2005-2009    |
| 3  | Terza stagione   | 68-93   | 2001         | 2009         |
| 4  | Quarta stagione  | 94-119  | 2004-2005    | -            |
| 5  | Quinta stagione  | 120-169 | 2005-2006    | -            |

### Stagioni Italia
Mediaset ha suddiviso la serie in due stagioni televisive in base ad un determinato numero di episodi acquistati e trasmessi in prima visione sulle sue reti.
- Zoids I: 52 episodi (1-52), trasmessa dal 12 settembre 2004 al 7 agosto 2005.
- Zoids II: 41 episodi (53-93), trasmessa dal 21 aprile al 16 giugno 2009.